# Los cascabeles de Arlequín
Los cascabeles de Arlequín es una película chilena muda y en blanco y negro del género de la comedia. Fue estrenada el 29 de agosto de 1927, dirigida por Alberto Santana, con un elenco que incluye a Ibis Blasco, Edmundo Fuenzalida, Mercedes Gibson y Plácido Martín todos ellos figuras de la Compañía de la actriz española María Luisa Blasco .
El film fue rodado en los estudios de Antofagasta (Chile). Es considerada como la primera película cómica chilena.

## Sinopsis
Los cascabeles de Arlequín es una película basada en los equívocos provocados por una jovencita de buena familia enamorada de un muchacho sin fortuna. Después de algunas vicisitudes, logra vencer la oposición paterna y se casa con su galán.

## Elenco
- Ibis Blasco
- Edmundo Fuenzalida
- Mercedes Gibson
- Plácido Martín
- Juanito Yunyent
- Alberto Santana
- Blanca Farías
- Anita Hernández
- Daniel Garrido
- Ida Davis
- Marís Veidt